# هاسکی ساخالینی
هاسکی ساخالینی (به انگلیسی: Sakhalin Husky)، نام یکی از نژادهای سگ است که خاستگاه آن به ژاپن و روسیه بازمی‌گردد.